# صور (لبنان)
صور (در عربی: صور، در لاتین: Tyrus) با نام باستانی تیر، شهری در جنوب لبنان است.
جمعیت آن ۱۱۷۱۰۰ نفر است و در نزدیکی کرانه دریای مدیترانه قرار گرفته‌است.
صور از شهرهای باستان فنیقیان بود و امروزه چهارمین شهر بزرگ لبنان است. نام این شهر به معنی «صخره» است.

## نگارخانه

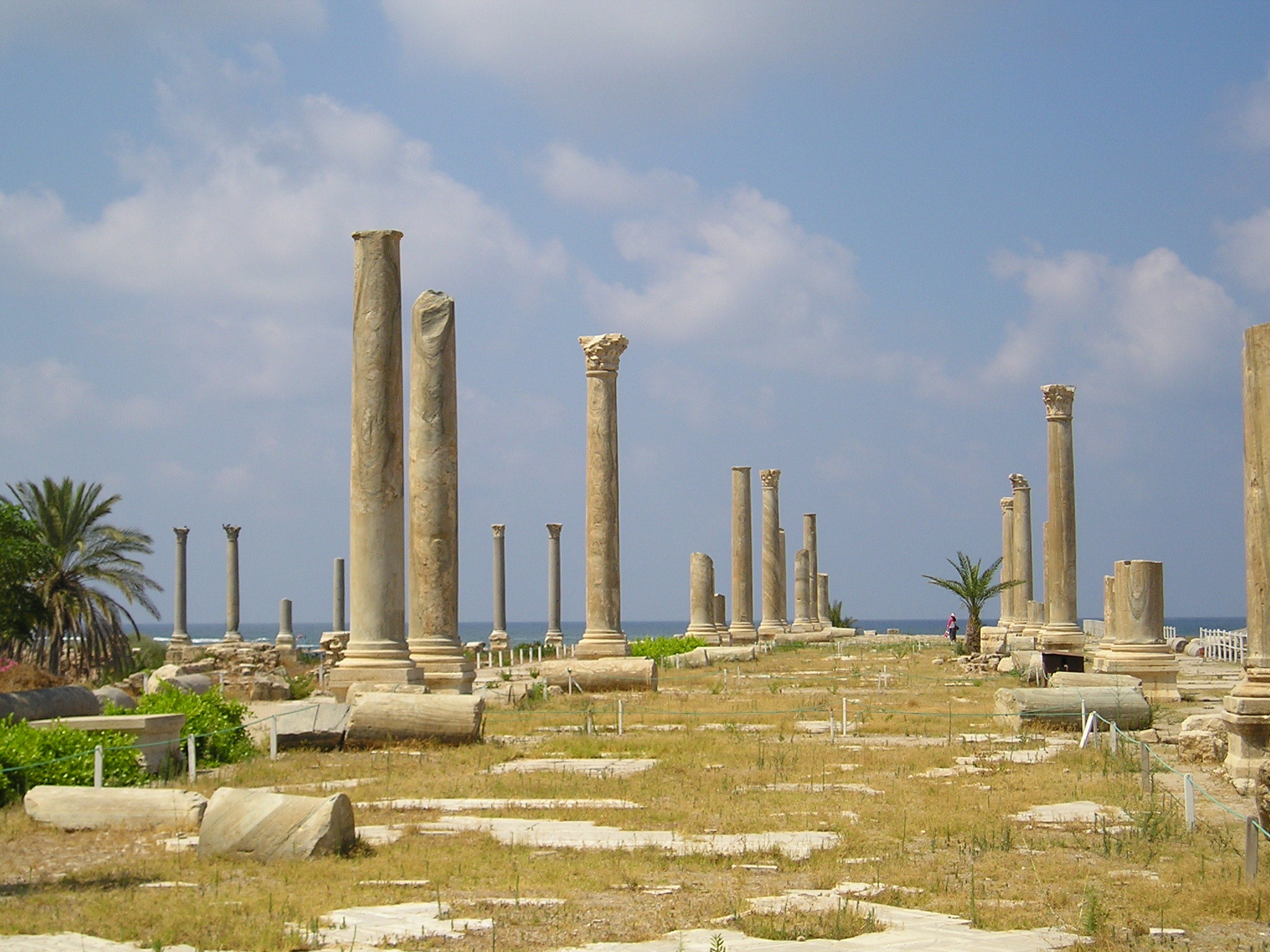
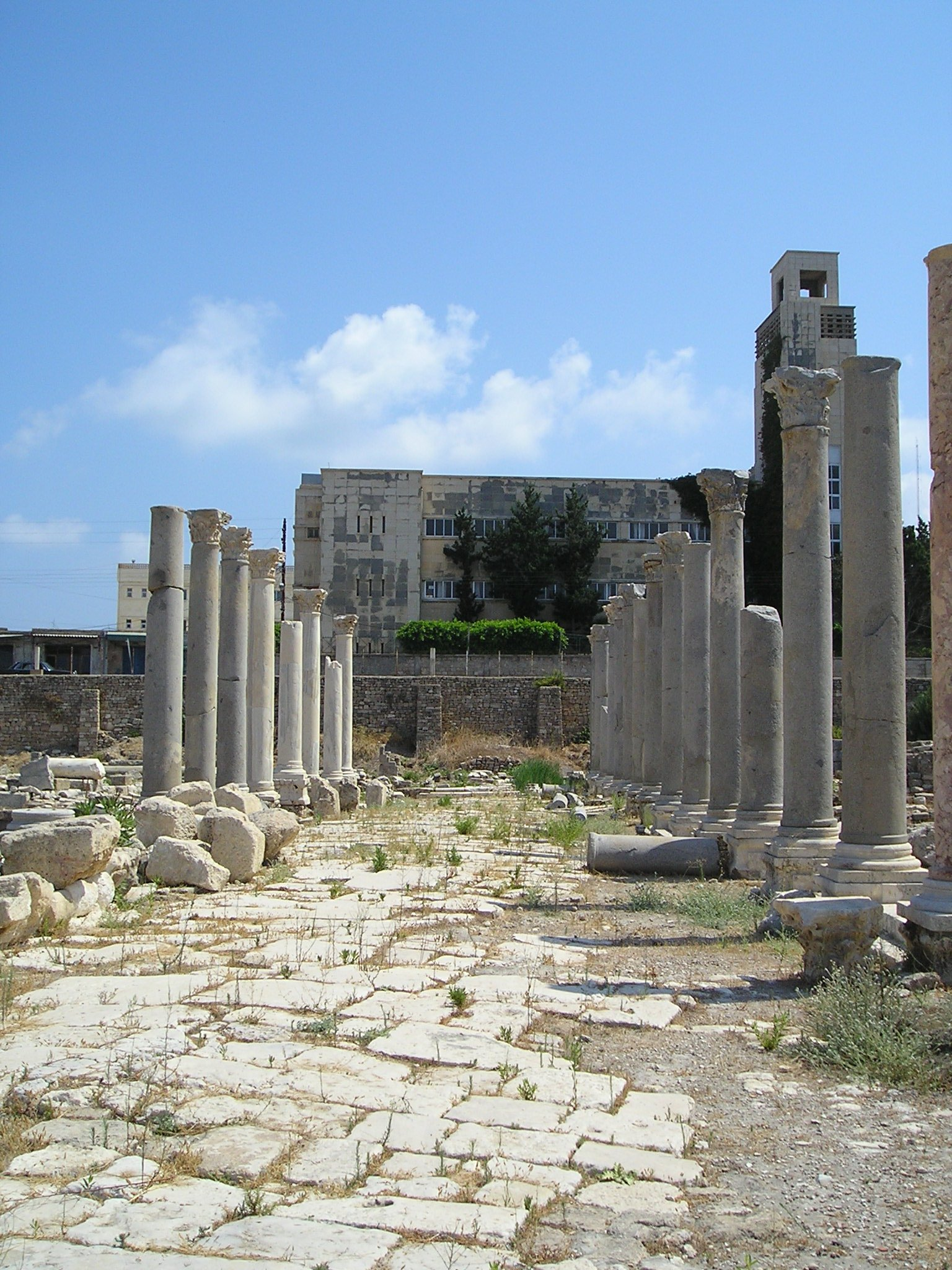
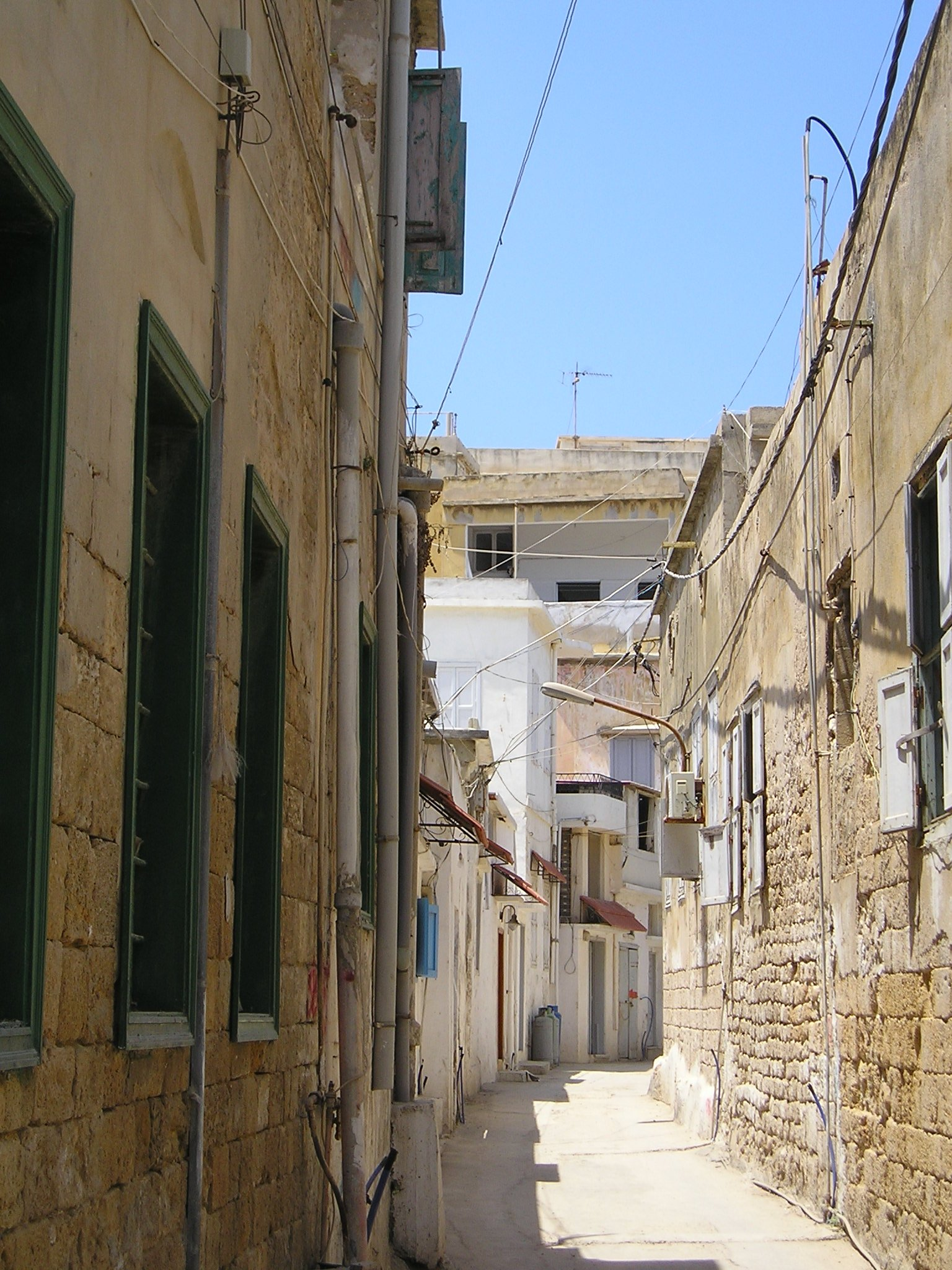
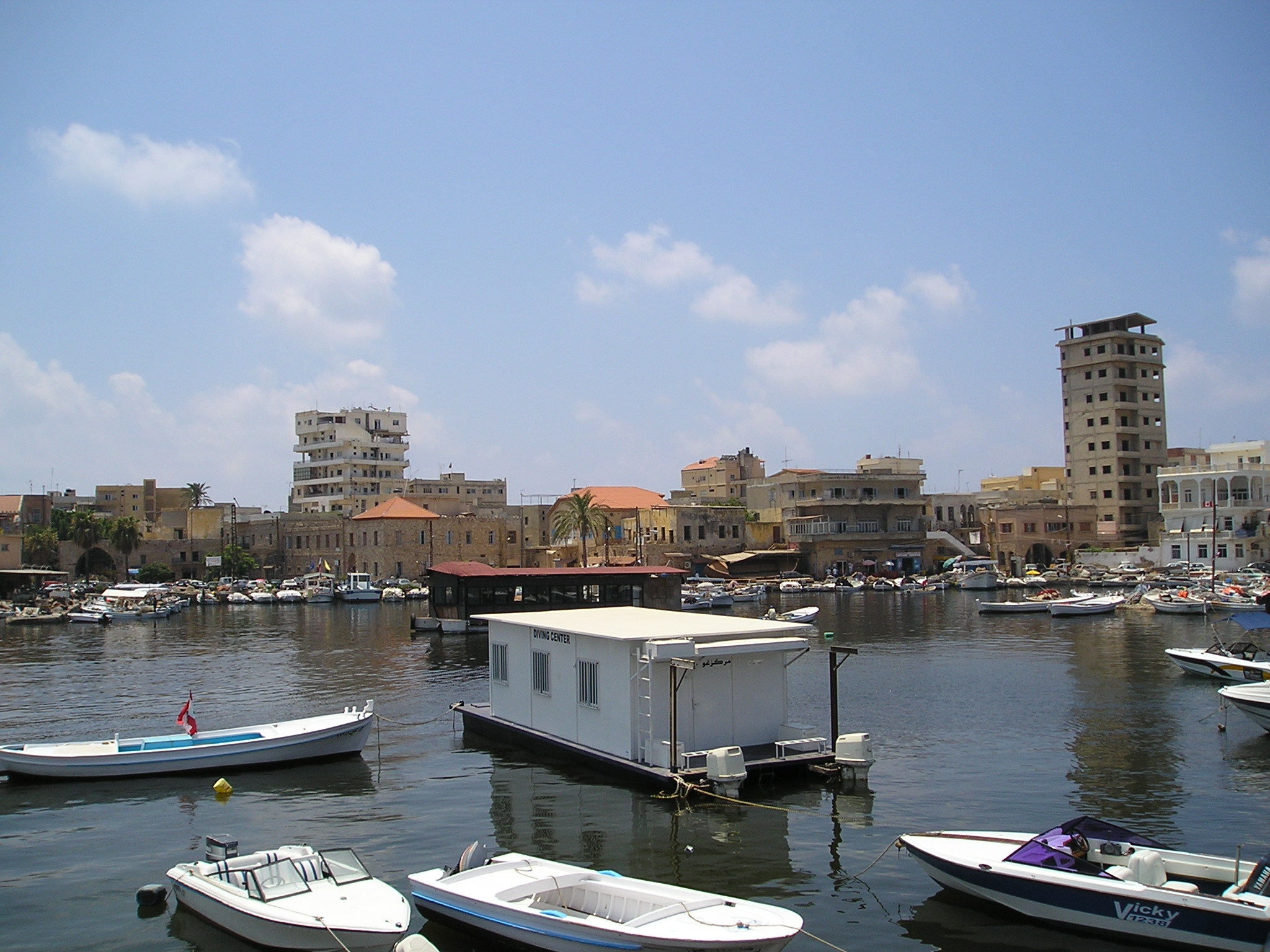

## جستارهای وابسته

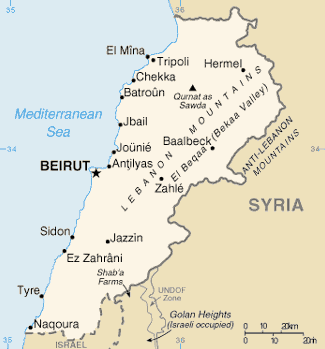
نقشهٔ لبنان

## شهرهای خواهرخوانده
- الجزیره،, الجزایر
- دزفول، ایران[۲]
- مالاگا, اسپانیا[۳]
- پرپینیان, فرانسه
- تونس, تونس